# Sable (Schiff)

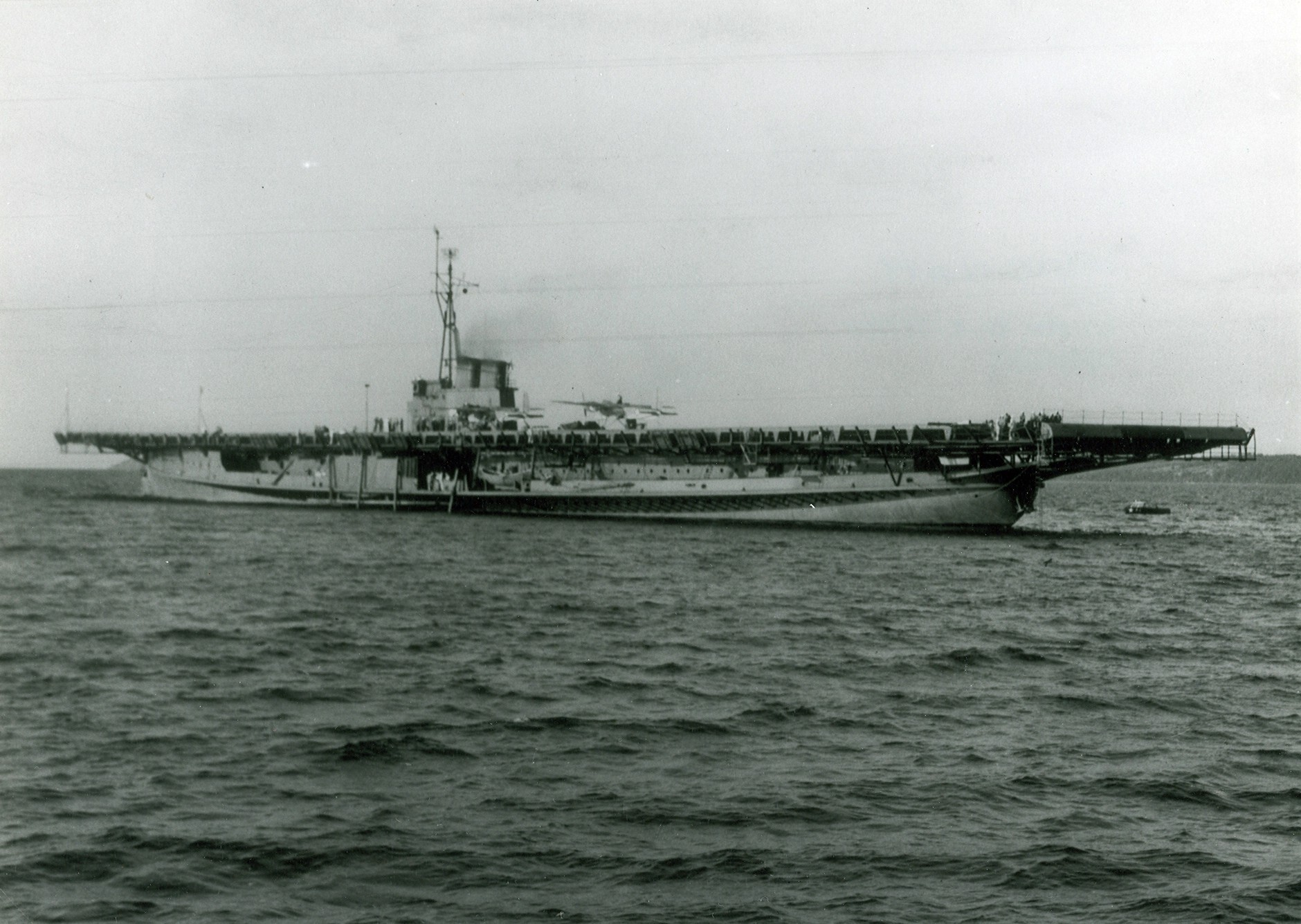
Die USS Sable

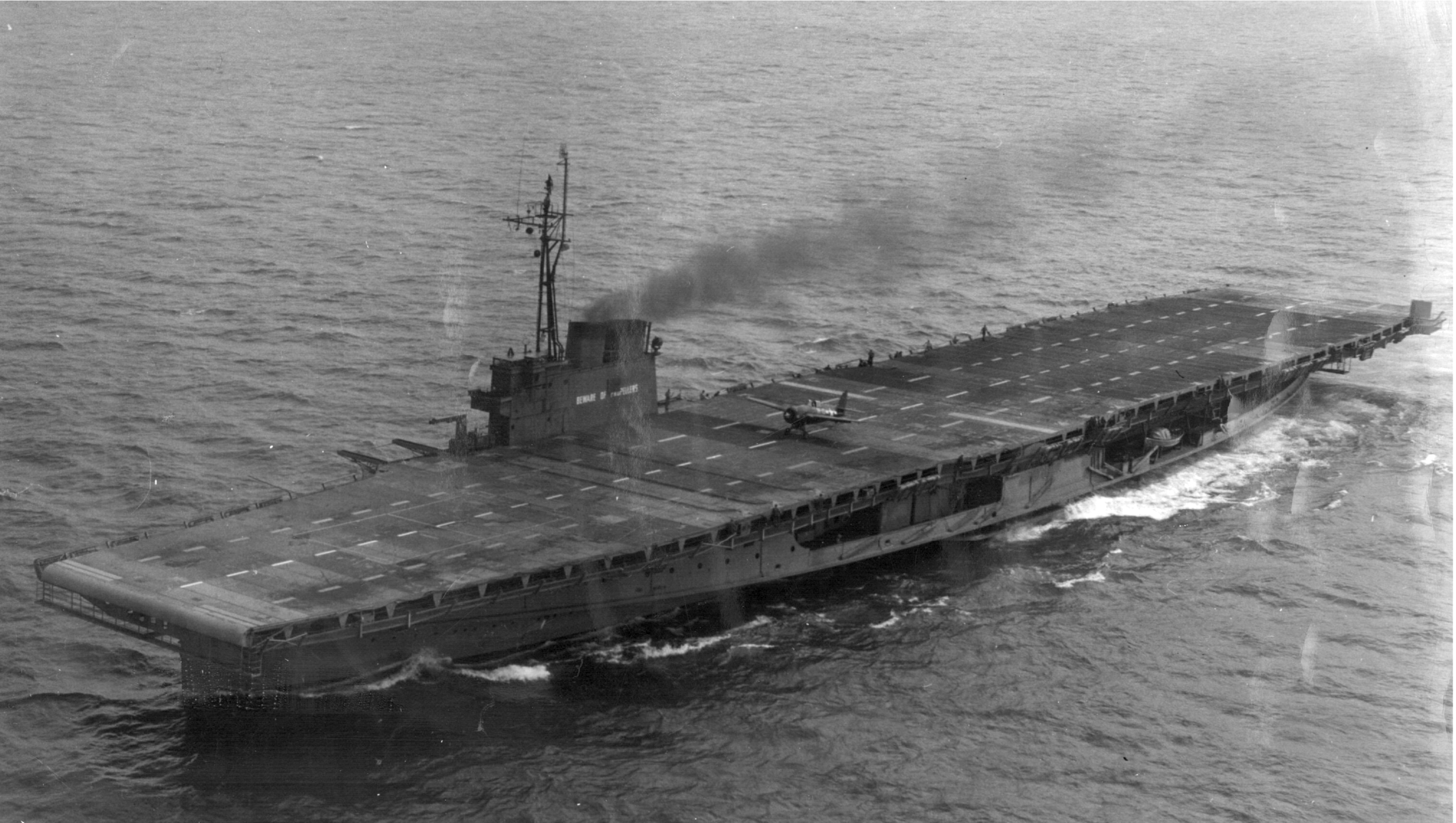
Die beiden Ausleger vor der Insel dienten dem platzsparenden kurzzeitigen Abstellen gelandeter Flugzeuge

Die USS Sable (IX-81) war ein Hilfsschiff der United States Navy im Zweiten Weltkrieg und diente mit seinen Flugdeck und Flugeinrichtungen der Trägerpilotenausbildung. Dieser Schulflugzeugträger war ein aus der Not geborener Umbau des Raddampfers Greater Buffalo. Das Schiff diente nicht als Angriffsträger in der Flotte, sondern war ausschließlich auf den nordamerikanischen Großen Seen zur Ausbildung der Trägerpiloten eingesetzt.

## Technische Beschreibung
Bei der Sable handelt es sich um einen nicht hochseetauglichen Raddampfer mit seitlich angebrachten Schaufelrädern. Auf dem Rumpf wurde ein Flugdeck von 163,2 × 17,7 Meter mit großen Überhängen und eine auf Steuerbord liegende Brücke aufgebaut. Für die Trainingslandungen waren auf dem stählernen Flugdeck eine Bremsseilanlage eingebaut. Einen Hangar zur Unterbringung von Flugzeugen stand nicht zur Verfügung, der Startvorgang wurde ohne Katapulte ausgeführt. Die Sable verdrängte 8000 ts, die Breite an den Radkästen lag bei 28,1 Meter, der Tiefgang bei 4,7 Meter. Mit einer Leistung von 10500 PS fuhr die Sable 18 Knoten. Der Antrieb bestand aus vier kohlegefeuerten Kesseln und entsprechenden Dampfmaschinen, die Schornsteine waren zu zwei Abzügen im hinteren Inselbereich zusammengefasst. Die Sable war unbewaffnet, es waren keine Flugzeuge fest auf dem Schiff stationiert.

## Geschichte
Die US-Navy benötigte für die möglichst praxisnahe Ausbildung ihrer Trägerbesatzungen einen Schulträger. Vor allem ab 1943 stieg die Zahl der Flugzeugträger und damit die Zahl der benötigten Besatzungen. Da alle alten und neuen Träger im Kampfeinsatz gebraucht wurden und auf den Werften keine Kapazitäten für den Bau eines extra für den Schulbetrieb vorgesehenen Trägers war, wurde als Alternative vorhandene Schiffe für den Umbau gesucht. Die Großen Seen wurde als sicheres Trainingsgebiet gewählt und entsprechend geeignete Schiffe aus der Region zum Umbau herangezogen:
Die Sable lief 1923 als Greater Buffalo bei American Shipbuilding in Lorain (Ohio) vom Stapel und fuhr nach der Fertigstellung als Ausflugsdampfer auf den Großen Seen. Für den Umbau zur Übungsplattform wurden die Aufbauten entfernt, ein Flugdeck mit ausladenden Überhängen installiert und eine Insel auf der Steuerbordseite aufgebaut. Nach dem Umbau erfolgte die Indienststellung am 8. Mai 1943 als IX-81.
Hunderte von Trägerpiloten übten auf der Sable die schwierige Deckslandung und den Start von Deck. Zur Ausbildung gehörte der mehrmalige Anflug auf das Schiff und die anschließende Landung. Die Flugzeuge verblieben nur kurze Zeit an Bord. Nach dem Start flogen die Piloten zurück an die Basen an Land. Die Piloten konnten so unter den primitiven Bedingungen des Schulträgers wichtige Erfahrungen für den späteren Einsatz sammeln.
Die Sable diente gemeinsam mit der USS Wolverine (IX-64), ebenso ein umgebauter Ausflugsraddampfer, welche ebenfalls nur der Pilotenausbildung diente.
Kurz nach dem Krieg am 7. November 1945 wurde die Sable außer Dienst gestellt und 1948 verschrottet.

## Quelle
- Stefan Terzibaschitsch: Flugzeugträger der US Navy. Bernard & Graefe Verlag, Bonn 1999, ISBN 3-7637-5803-8, S. 133–135.